# Karl Augustesen
| Odkryte planetoidy: 6 | Odkryte planetoidy: 6 |
| --------------------- | --------------------- |
| (3033) Holbaek        | 5 marca 1984          |
| (3318) Blixen         | 23 kwietnia 1985      |
| (3596) Meriones       | 14 listopada 1985     |
| (3934) Tove           | 23 lutego 1987        |
| (5320) Lisbeth        | 14 listopada 1985     |
| (5321) Jagras         | 14 listopada 1985     |
| 1. 2.                 |                       |

Karl Augustesen (ur. w 1945) – duński astronom. Przez kilkadziesiąt lat pracował jako obserwator w Obserwatorium Brorfelde.
W latach 1984–1987 współodkrył 6 planetoid. W uznaniu jego pracy jedną z planetoid nazwano (5171) Augustesen.